# Прем'єр-міністр Нагірно-Карабаської Республіки
Прем'єр-міністри Нагірно-Карабаської Республіки:
| Початок повноважень | Завершення повноважень | Ім'я              |
| ------------------- | ---------------------- | ----------------- |
| серпень 1992        | грудень 1994           | Роберт Кочарян    |
| грудень 1994        | червень 1998           | Леонард Петросян  |
| червень 1998        | 24 червня 1999         | Жирайр Погосян    |
| 30 червня 1999      | 14 вересня 2007        | Анушаван Данієлян |
| 14 вересня 2007     |                        | Араїк Арутюнян    |